# Candeias do Jamari
Candeias do Jamari är en kommun i Brasilien.   Den ligger i delstaten Rondônia, i den centrala delen av landet, 1 800 km väster om huvudstaden Brasília. Antalet invånare är 19 782.
I omgivningarna runt Candeias do Jamari växer i huvudsak städsegrön lövskog. Runt Candeias do Jamari är det mycket glesbefolkat, med 2 invånare per kvadratkilometer.